# サイラス・カトンパ・ムブンパ
サイラス・カトンパ・ムブンパ（Silas Katompa Mvumpa、1998年10月6日 - ）はコンゴ民主共和国・キンシャサ出身のサッカー選手。VfBシュトゥットガルト所属。ポジションはミッドフィールダー、フォワード。2020-21シーズンまでは「サイラス・ワマンギトゥカ」と名乗っていた。

## 経歴

### クラブ
地元キンシャサのユースチームでキャリアをスタート。2017年にフランスのオリンピック・アレスユースへ移籍。
2018年にはパリFCのリザーブチームに移籍し、その年にトップチームへ昇格。
2019年8月13日には、VfBシュトゥットガルトへ2024年6月までの5年契約で完全移籍した。
2021年6月8日にシュトゥットガルト公式サイトが「2020-21シーズンまでサイラス・ワマンギトゥカを名乗っていた選手の本名はサイラス・カトンパ・ムブンパであること」などを公表した。この一件で、リーグから2021-22シーズン開幕から3ヶ月の出場停止処分と罰金が科せられた。
2024年9月3日、レッドスター・ベオグラードに1年契約でレンタル移籍した。

### 代表
2023年3月24日、アフリカネイションズカップ2023予選のモーリタニア代表戦でA代表初出場。